# Qusar
Qusar (bijwijlen gespeld als Kusar of Kusary of Gusar) is een stad in Azerbeidzjan en is de hoofdstad van het gelijknamige district Qusar.
De stad telt 17.400 inwoners (01-01-2012).

## Geschiedenis
Historici geloven dat de naam is afgeleid van de middeleeuwse stam Khisar. De stad heeft vele historische monumenten. Onder hen zijn de ruïnes van de vestingmuren van de 8e eeuw in het dorp Anig, Mausoleum van Sjeik Juneid in het dorp Khazra, antieke moskeeën in de dorpen van Khil, Anig, Balagusar, Yasab, Kohna-Khudat, en Gündüz-gala. Verder is er een museum genoemd naar de middeleeuwse dichter Lermantli.

## Geografie

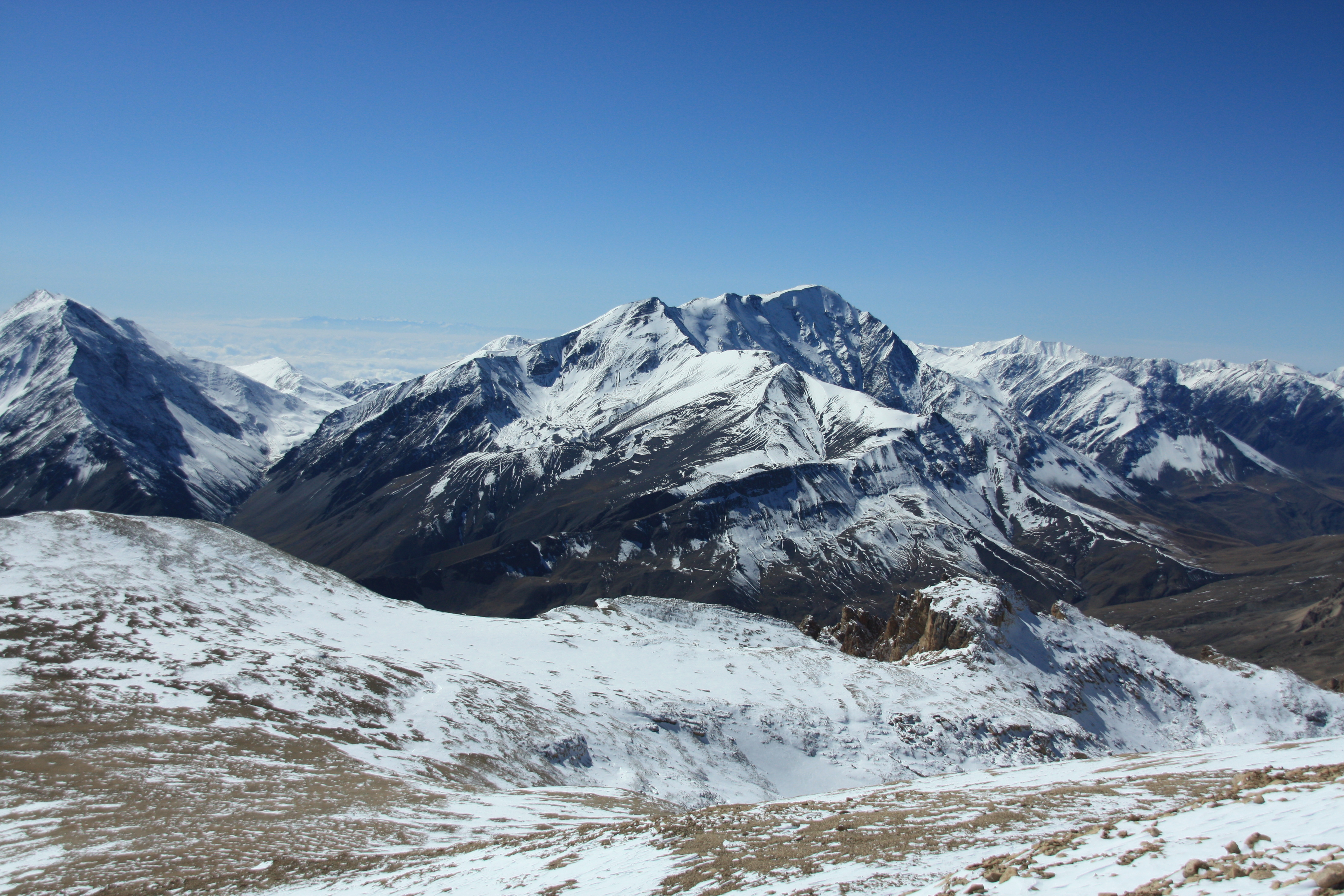
De Bazardüzü, de hoogste piek van Azerbeidzjan, gezien vanaf de Shahdaghberg

De hoogste piek van Azerbeidzjan is in regio - Bazardüzü (4466 m). Verder staat het district Qusar staat bekend om zijn rijke flora. Zo'n 20 procent van het grondgebied is bedekt met bossen. Het Nationale Park van Qusar is ongeveer 15.000 ha groot.